# Ерва (рослина)
Ерва — рід рослин родини Амарантові. Його види є рідними для палеотропіків по території всієї континентальної Африки, Мадагаскару та невеликих островів (Родрігес, Маврикій, Сокотра), частини Близького Сходу, Індії та Південно-Східної Азії.   . Aerva javanica (Burm.f. ) Шульт. — занесений людиною на північ Австралії. 
Принаймні чотири види роду мають шлях фіксації вуглецю C4  

## Вибрані види
Список видів у межах роду sensu Thiv et al. (2006)  & Hammer et al. (2017): 
- Aerva congesta Balf. f.
- Aerva coriacea Schinz
- Aerva glabrata Hook. f.
- Aerva humbertii Cavaco
- Aerva javanica (Burm.f. ) Schult.
- Aerva lanata (L.) Juss.  ex Schult.
- Aerva leucura Moq .
- Aerva microphylla Moq .
- Aerva revoluta Balf.f.
- Aerva sanguinolenta (L.) Blume
- Aerva triangularifolia Cavaco